# 台北地方法院

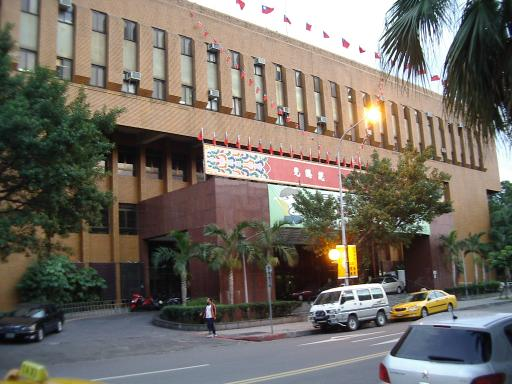
台北地方法院
（台北地検署、法務部と同居している）

台北地方法院（たいほくちほうほういん）は中華民国（台湾）の三級裁判所の一つ。普通法院に区分され略称は台北地院、また法曹界では北院とも称される。その他台北地区の新北地方法院、士林地方法院と合わせて北三院の名称も有す。

## 沿革
台北地方法院の前身は日本統治時代に遡ることができる。1895年、日本に台湾が割譲されると日本政府は近代的司法制度の導入を図り、同年10月7日に台湾総督府により『台湾総督府法院職制』を発令、台湾総督府法院を台北に設置、台湾各地に11の支部を整備した。当時の司法制度は一審制であり、台北県及び基隆、淡水地区の審理を監督した台湾総督府法院が前身となった。
日本国内では司法機関としては「裁判所」の名称が一般的であったが、軍政期の軍事法廷に同一名称を使用することを忌諱し「法院」の名称がこの時採用されたが、その名称は戦後の台湾でも使用され、現在に至っている。
1896年、桂太郎により軍政が廃止され民政に移行すると、『台湾総督府法院条例』が施行され台湾でも三審制が実施、それにともない台湾各地に13ヶ所の地方法院が設置され、台北には同年7月15日に台北地方法院が設置された。設置当時は適当な庁舎が不足しており、台北県庁内の1棟を利用して司法業務が取り扱われていた。台北地方法院は当初、軍政期の台湾総督府法院同様基隆、淡水の司法業務を管轄していた。
1898年7月19日、『台湾総督府法院條例』の全部改正（台湾総督府明治31年律令第16号）により、高等法院を廃止、二審制への変更が行われた。その際に台湾における地方法院は台北のほかに台中及び台南の3ヶ所となり、宜蘭と新竹の地方法院は台北地方法院の出張所の扱いとなった。1904年3月には台中地方法院が台北の出張所に一時改編されたが、こちらは1909年10月に独立した地方法院に戻されている。
1921年3月、田健治郎は総督として着任すると、日本政府は台北地方法院を中国福建省、広東省及び雲南省の日本領事裁判権の管轄裁判所に指定し、領事裁判の上級裁判所として機能するようになった1934年、文武町3丁目に完成した台湾総督府高等法院（現在の司法大廈）へ移転している。1938年5月4日、新竹支部が新竹地方法院に昇格し、当時の新竹州（現在の桃園市、新竹県、新竹市、苗栗県）が新たに新竹地方法院の管轄となった。
1945年、日本の敗戦に伴い国民政府の台湾接収が行われ、台北地方法院も台湾台北地方法院として中華民国の司法機関に改編された。1946年1月10日には花蓮港支部を花蓮港地方法院に昇格させ、現在の花蓮県及び台東県を、1947年3月1日には宜蘭支部を宜蘭地方法院へと昇格させ宜蘭県の司法業務をそれぞれ担当するようになった。
その後も台北地区の人口増加に伴い新たな司法機関の設置の必要性が生じ、1950年12月1日には基隆地方法院が、1981年2月16日には台北県西部を管轄する板橋分院が、1984年8月1日には台北市東部、北部及び台北県北部を管轄する士林分院が成立している。（1990年4月2日、板橋分院は板橋地方法院に昇格、1995年7月1日に士林分院は士林地方法院に昇格している）。

## 歴代院長
1. 廖嵃：1945年11月1日-1948年10月11日
2. 塗懐楷：1948年10月12日-1951年11月30日
3. 梁恒昌：1951年12月1日-1952年12月29日
4. 趙執中：1952年12月30日-1957年10月17日
5. 王明焱：1957年10月18日-1958年1月22日
6. 陳宗皋：1958年1月23日-1963年2月17日
7. 曹偉修：1963年2月18日-1970年8月7日
8. 焦沛樹：1970年8月8日-1972年7月31日
9. 褚劍鴻：1972年8月1日-1972年9月25日
10. 羅萃儒：1978年9月26日-1981年3月22日
11. 呉樹立：1981年3月23日-19887年5月18日
12. 柴啓宸：1987年5月19日-1990年9月16日
13. 林明徳：1990年9月17日-1993年2月28日
14. 胡致中：1993年3月1日-1996年2月2日
15. 楊仁壽：1996年2月3日-1996年12月5日
16. 劉瑞村：1996年12月6日-1997年12月19日
17. 陳義雄：1997年12月20日-1999年11月4日
18. 黄文圝：1999年11月5日-2001年11月4日
19. 林錦芳：2001年11月5日-2007年11月4日
20. 楊隆順：2007年11月5日-2010年6月28日
21. 呉水木：2010年6月29日-2016年6月27日
22. 洪兆隆：2016年6月28日-2018年1月16日
23. 黄國忠：2018年1月16日-

## 管轄区域変遷史
- 1896年7月 - 1898年7月：現在の基隆市、台北市、台北県
- 1898年7月 - 1904年3月：現在の基隆市、台北市、台北県、桃園県、新竹県、新竹市、苗栗県、宜蘭県
- 1904年3月 -  1909年10月：現在の基隆市、台北市、台北県、桃園県、新竹県、新竹市、苗栗県、宜蘭県、台中市、彰化県、南投県
- 1909年10月 - 1938年5月：現在の基隆市、台北市、台北県、桃園県、新竹県、新竹市、苗栗県、宜蘭県、花蓮県、台東県
- 1938年5月 - 1946年1月：現在の基隆市、台北市、台北県、宜蘭県、花蓮県、台東県
- 1946年1月 - 1947年2月：現在の基隆市、台北市、台北県、宜蘭県
- 1947年3月 - 1950年11月：基隆市、台北市、台北県
- 1950年12月 - 1990年4月：台北市、台北県
- 1990年4月 - 1995年6月：台北市、台北県新店市、深坑郷、石碇郷、坪林郷、烏来郷、双渓郷、平渓郷、貢寮郷、瑞芳鎮、八里郷、淡水鎮、三芝郷、石門郷、金山郷、万里郷
- 1995年7月 - 1998年6月：台北市中山区、大安区、松山区、信義区、中正区、万華区、文山区，台北県新店市、石碇郷、深坑郷、坪林郷、烏来郷、双渓郷、平渓郷、貢寮郷、瑞芳鎮
- 1998年7月 - 現在：台北市中山区、大安区、松山区、信義区、中正区、万華区、文山区，台北県新店市、石碇郷、深坑郷、坪林郷、烏来郷

## 組織
- 主要組織
  - 下部に台北簡易庭（日本の簡易裁判所に相当）及び新店簡易庭を有す。現在台北市文山区，新北市新店区、石碇区、深坑区、坪林区、烏来区の民事・刑事訴訟の簡易訴訟を除き全ての司法審理を担当している。

## 住所
- 台北地方法院院本部：10048台北市中正区博愛路131号
- 台北地方法院台北簡易庭：台北市中正区重慶南路一段126巷1号
- 台北地方法院新店簡易庭：23146新北市新店市中興路一段248号

## 外部連結
- 台北地方法院